# Kim Chae-won
Kim Chae-won es una escritora coreana.

## Biografía
Kim Chae-won nació en Deokso, provincia de Gyeonggi, Corea del Sur en 1946. Estudió pintura en la Universidad Femenina Ewha. Su padre fue el poeta Kim Dong-hwan, uno de los poetas modernistas más destacados y su madre fue la novelista Choi Jeong-hui. Kim Chae-won creció con su hermana mayor bajo el cuidado de su madre cuando su padre fue secuestrado por el gobierno de Corea del Norte durante la agitación política posterior a la guerra de Corea. Su hermana mayor Kim Chi-won también es novelista, y ambas han recibido el Premio Literario Yi Sang. Han colaborado en la recopilación de relatos cortos La casa lejana, el mar lejano y Ella no está en casa.
Su infancia sin padre tuvo un efecto directo e indirecto en su obra. En sus novelas, describe a su padre como una víctima de la historia trágica de Corea. El resto de la familia tiene que sobrellevar su ausencia y el declinar de su situación, convirtiéndolas a ellas mismas en víctimas. El dolor y la falta por la ausencia de su padre están enraizados como un trauma que controla sus vidas. El análisis de cómo este trauma puede superarse es el logro más importante de su obra a través de la serie Espejismos. Las heridas de la historia moderna de Corea son la base de su obra, que se caracteriza por su estética fantástica.

## Obra
Kim Chae-won debutó en la literatura en 1975 con "Saludo nocturno" (Baminsa), publicada en la revista Literatura contemporánea (Hyeondae munhak). Sus obras más destacadas son: La mano de la luna (Darui son), La casa de hielo (Eoreum jip), Luna de miel (Mirwol), Un sombrero verde (Chorok bit moja), Diario de montaña (Sanjunggi), El aliento de mayo (Oworui sumgyeol), Espejismos de otoño (Yeoreumui hwan) y Canción sin letra (Mueonga)
Su estilo es confesional y subjetivo, y utiliza la primera persona. Sus personajes a veces se sienten incapaces y perdidos, y a menudo yuxtapone experiencias del presente con recuerdos a través de un modo más bien evocador que declarativo.

## Premios
En 1989 ganó el Premio Literario Yi Sang por Espejimos de invierno.

## Obras traducidas al español
Espejismos de otoño (Ediciones del Ermitaño, 2009)

## Works in Korean (Partial)
“La mano de la luna” (Darui son) 

“La casa de hielo” (Eoreum jip)

“Luna de miel” (Mirwol)

“Un sombrero verde” (Chorok bit moja)

“Diario de montaña” (Sanjunggi)

“El aliento de mayo” (Oworui sumgyeol)

“Espejismos de verano” (Yeoreumui hwan)

“Una canción sin letra” (Mueonga)